# Eyeball Records
Eyeball Records je nezávislé hudební vydavatelství sídlící v severním New Jersey, založené roku 1995 Alexem Saavedrou. Vydali alba umělců, jakými jsou např. Thursday, My Chemical Romance a Murder by Death.
Eyeballu Records patřilo také nakladatelství Astro Magnetics, vlastněné manažerem Eyeballu Records Marcem Debiakem, Alexem Saavedrou a Geoffem Ricklym z Thursday.
Eyeball Records jsou také domovem pro Eyeball Alliance, týmu fanoušků, kteří podporují a dělají reklamu značce přes online marketing.
17. dubna 2007 byl sestřelen hudební blog Kinixtion poté, co mu byl zaslán dopis od Eyeball Records. Webmaster blog smazal a poslal vydavatelství omluvný dopis. Eyeball Records zaslal také dopis mnoha podobným nakladatelstvím ve snaze zabránit hudebnímu pirátství.

## Současní umělci
- An Albatross
- Astronautalis
- Baumer (skupina)
- The Bronze Episode
- E For Explosion
- The Feverfew
- Jettie
- The Killing Tree
- Karate High School
- Kiss Kiss
- Man Without Wax
- New Atlantic
- New London Fire
- Pompeii
- The Number Twelve Looks Like You
- Search/Rescue
- Sleep Station
- The Stiletto Formal
- United Nations
- Wolftron

## Bývalí členové Eyeballu
Nekonečný seznam.
- Thursday
- My Epiphany
- Breakdown
- The Casualties
- L.E.S. Stitches
- Del Cielo
- The Anthem Sound
- Ariel Kill Him
- Eyehategod
- The Feverfew
- Gameface
- Interference
- The Kill Van Kull
- Midtown
- Milemarker
- The Oval Portrait
- Signal To Noise
- Spit for Athena
- Pencey Prep
- My Chemical Romance
- Humble Beginnings
- The Tiny
- The Velocet
- The Actual
- Morgan Storm
- Zolof the Rock & Roll Destroyer

## Kompilace/Dema

### Now That's What I Call Eyeball
| Track | Title                                                                             | Time  |
| ----- | --------------------------------------------------------------------------------- | ----- |
| 1     | "Different" - New London Fire                                                     | 04:24 |
| 2     | "We Don't Bleed" - New London Fire                                                | 03:35 |
| 3     | "Food Chain" - Milemarker                                                         | 04:59 |
| 4     | "Pornographic Architecture" - Milemarker                                          | 03:45 |
| 5     | "The Proud Parent's Convention Held In The ER" - The Number Twelve Looks Like You | 02:37 |
| 6     | "Like A Cat" - The Number Twelve Looks Like You                                   | 03:31 |
| 7     | "Final Battle" - My Epiphany                                                      | 03:43 |
| 8     | "Body Talk" - My Epiphany                                                         | 03:50 |
| 9     | "Argh... I'm a Pirate" - Zolof the Rock & Roll Destroyer                          | 01:53 |
| 10    | "This Was All a Bad Idea" - Zolof the Rock & Roll Destroyer                       | 02:42 |

Now That's What I Call Eyeball je uveden v dvoudiskové verzi prvního studiového alba My Chemical Romance I Brought You My Bullets, You Brought Me Your Love.

### Reverse Psychology
| Track | Title                                           |
| ----- | ----------------------------------------------- |
| 1     | "Wire and Stone" - New Atlantic                 |
| 2     | "Machines" - Kiss Kiss                          |
| 3     | "Like A Cat" - The Number Twelve Looks Like You |
| 4     | "We Don't Bleed" - New London Fire              |
| 5     | "Float" - Sean Walsh                            |
| 6     | "Numbers" - Pompeii                             |
| 7     | "The Weather Machine" - Signal To Noise         |
| 8     | "Dirty Frames" - The Tiny                       |
| 9     | "Chinatown" - The Velocet                       |
| 10    | "Act 7, Scene 8" - Going Home                   |
| 11    | "Home(Again)" - The Feverfew                    |